# Discus selenitoides
Discus selenitoides är en snäckart som först beskrevs av Henry Augustus Pilsbry 1890.  Discus selenitoides ingår i släktet Discus och familjen Discidae. Inga underarter finns listade i Catalogue of Life.